# الأكرار (مورد ماء)
الأكرار هي بئر ومورد ماء في سراة بلاد بلقرن في محافظة بلقرن جنوبي قرى عفراء، وكانت استراحة للقوافل المسافرة من وإلى بيشة.